# On és Anne Frank?

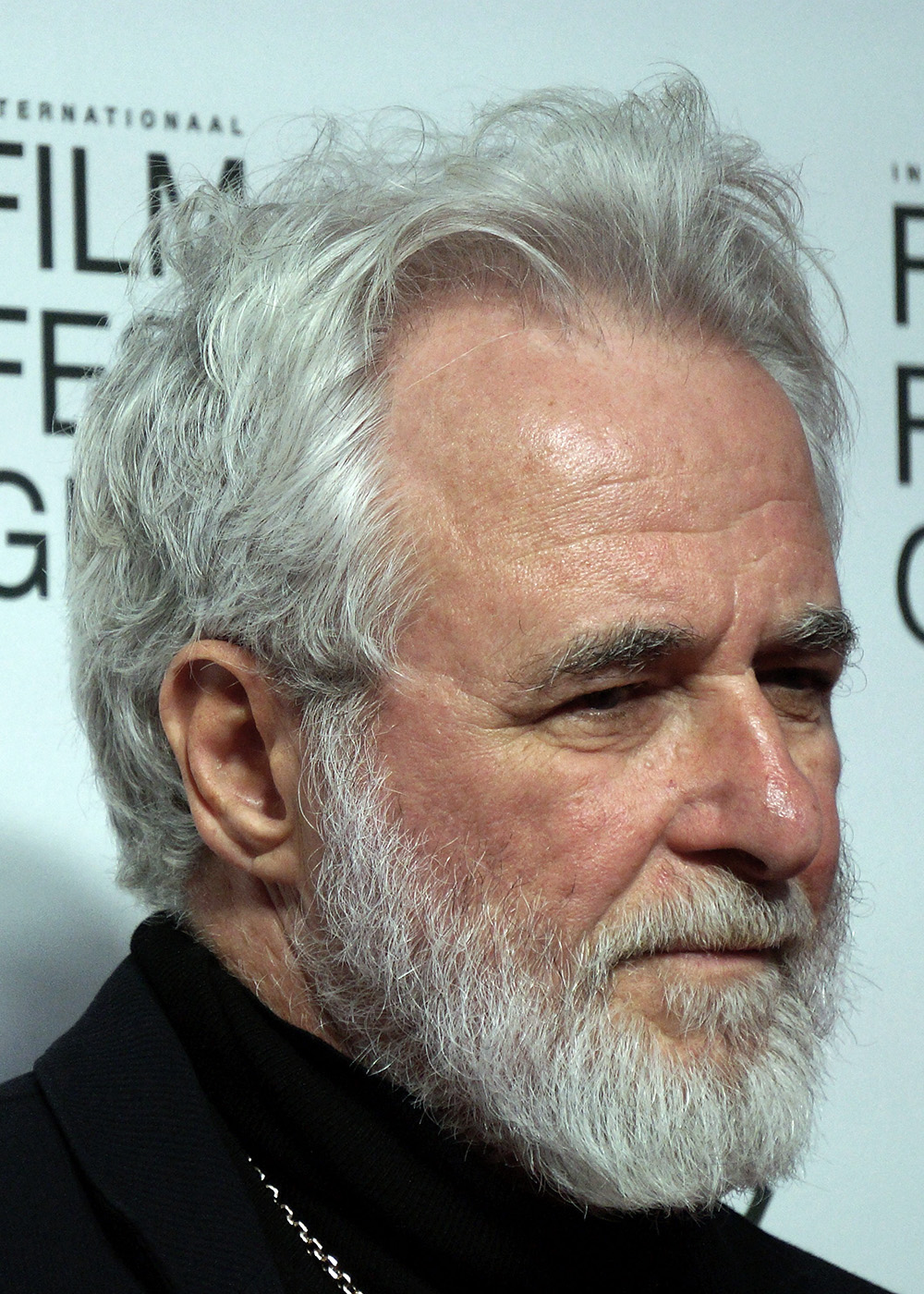
Ari Folman a la presentació d'On és Anne Frank? al Festival de Cinema de Gant de 2021.

On és Anne Frank? (originalment en anglès, Where Is Anne Frank) és una pel·lícula animada de realisme màgic del 2021 dirigida pel director israelià Ari Folman. La pel·lícula segueix la Kitty, l'amiga imaginària d'Anne Frank a qui va dirigir el seu diari, manifestant-se a l'Amsterdam contemporània. La Kitty busca saber què li va passar a la seva creadora, atrau l'atenció de tot el món i interactua amb immigrants sense papers. S'ha doblat i subtitulat al català.
La pel·lícula es va exhibir fora de competició al Festival de Canes el 9 de juliol de 2021. Es va estrenar a França el 8 de desembre, el 15 de desembre a Bèlgica, el 16 de març de 2022 a Luxemburg i el 30 de març als Països Baixos. La pel·lícula va ser un fracàs de taquilla, amb una recaptació de 160.033 dòlars per un pressupost de 20 milions.

## Repartiment de veus original
- Ruby Stokes com a Kitty
- Emily Carey com a Anne Frank
- Sebastian Croft com a Peter de l'Anne
- Ralph Prosser com el Peter de la Kitty
- Michael Maloney com a Otto Frank
- Samantha Spiro com a Edith Frank
- Skye Bennett com a Margot Frank
- Tracy-Ann Oberman com a Auguste Van Daan
- Stuart Miligan com a Herman Van Daan
- Andrew Woodall com Albert Dussel
- Naomi Mourton com Awa
- Ari Folman com l'oficial Van Yaris
- Nell Barlow com l'oficial Elsa Platt
- Maya Myers com a Sandra